# Scuola (Wenecja)
Scuola – nazwa katolickich (głównie) bractw (konfraterni) religijnych w Republice Weneckiej, łączących w swojej działalności elementy duchowe, charytatywne i cechowe. Największe z nich określane były Scuole Grandi. Terminem „scuola” określano także budynki, w których bractwa te prowadziły działalność.

## Powstanie i rozwój
W późnym średniowieczu w centralnych i północnych Włoch miał miejsce szybki rozwój bractw religijnych. Zaczęły one powstawać w II połowie XIII wieku. W Wenecji ich rozwój przebiegał w sposób odmienny w porównaniu z innymi włoskimi miastami. Bractwa te określano różnymi terminami (fraternità, compagnia, società i inne), ale w Wenecji przyjął się termin „scuola” (od późnołacińskiego słowa „scola” czyli korporacja, zrzeszenie), Początkowo termin ten oznaczał salę zebrań, zazwyczaj połączoną z kościołem, ale wkrótce stał się terminem określającym samodzielną siedzibę bractwa. Każde weneckie bractwo miało swojego świętego patrona; regularnie uczestniczyło w nabożeństwach i modlitwach zbiorowych, w pochówkach swoich zmarłych, udzielało wsparcia materialnego i duchowego chorym członkom lub osobom potrzebującym oraz broniło interesów swoich członków.

## Typy

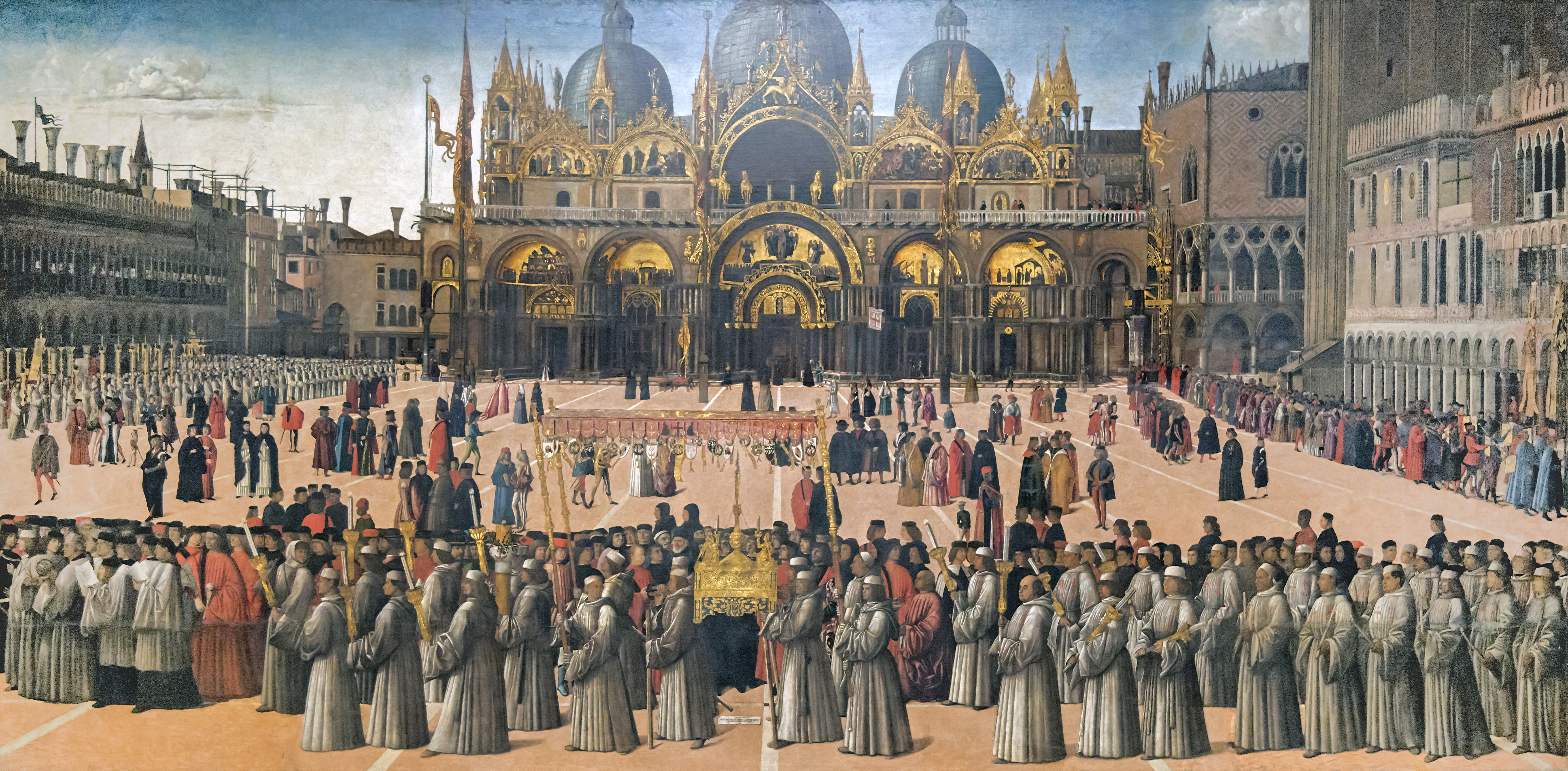
Gentile Bellini, 1496, Procesja bractwa San Giovanni Evangelista na placu św. Marka, Gallerie dell’Accademia (członkowie bractwa ubrani są na biało)

Na początku XV wieku istniały w Wenecji 3 podstawowe typy bractw: 
- bractwa wspólnotowe (Scuole Comuni lub Scuole di Devozione),
- bractwa rzemieślnicze (Scuole Artigiane),
- bractwa biczowników (Scuole dei Battuti), powstałe pod wpływem ruchu flagelantów, założonego w 1260 roku w Perugii.

Po 1467 roku ustalił się podział na Scuole Piccoli (Scuole Małe), w skład których weszły dwa pierwsze typy i Scuole Grandi (Scuole Wielkie), które objęły trzeci typ bractw.
Powstały również scuole mniejszości narodowych, zamieszkujących Wenecję, w tym dalmatyńska (zjednoczona ostatecznie w 1451 roku), albańska (w 1447) oraz grecka (1453). W 1501 roku, przy okazji pogrzebu kardynała Giovanniego Battisty Zena, historyk Marino Sanudo młodszy wymienił ogółem 210 scuole działające w Wenecji.
Istniało 6 Scuole Grandi (w nawiasie rok założenia):
- Scuola Grande di Santa Maria della Carità (1260),
- Scuola Grande di San Marco (1260),
- Scuola Grande di San Giovanni Evangelista (1261),
- Scuola Grande di Santa Maria della Misericordia (lub della Valverde) (1308),
- Scuola Grande di San Rocco (1478),
- Scuola Grande di San Teodoro (1552).

W 1767 roku dołączyła do nich 7. Scuola Grande, Scuola dei Carmini (lub Santa Maria del Carmelo), założona w 1593 roku z inicjatywy karmelitów i poświęcona Najświętszej Maryi Pannie z Góry Karmel.

## Budynki
W miarę upływu czasu najważniejsze scuole zbudowały dla swoich potrzeb pałace, zaprojektowane przez znanych architektów i ozdobione obrazami namalowanymi przez najlepszych artystów epoki. Finansowanie budowy odbywało się ze środków własnych oraz regularnych ofiar, wnoszonych przez wiernych. Bractwa budowały również domy na wynajem oraz szpitale i hospicja dla potrzebujących.

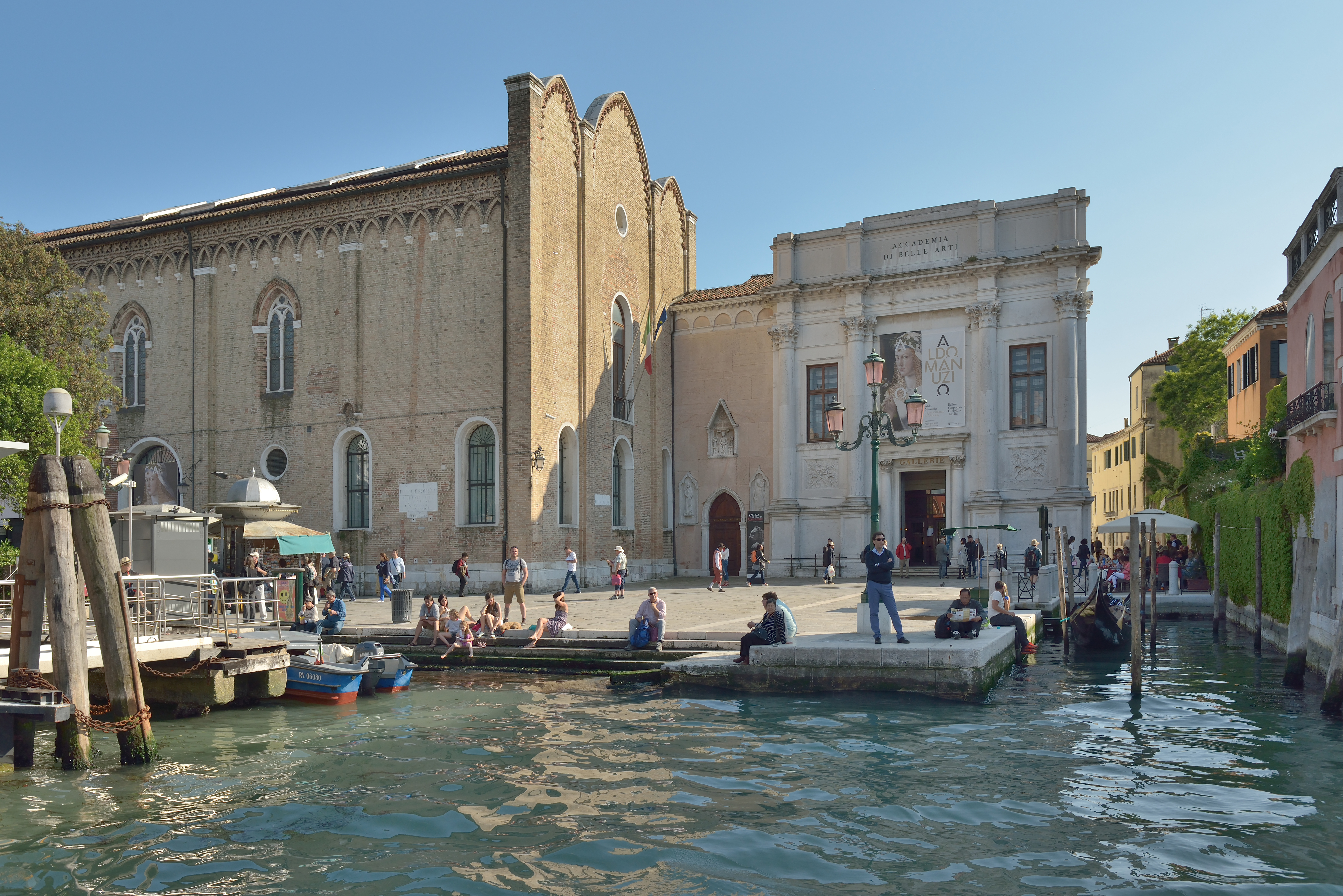
Była Scuola Grande di Santa Maria della Carità (obecnie Gallerie dell’Accademia)
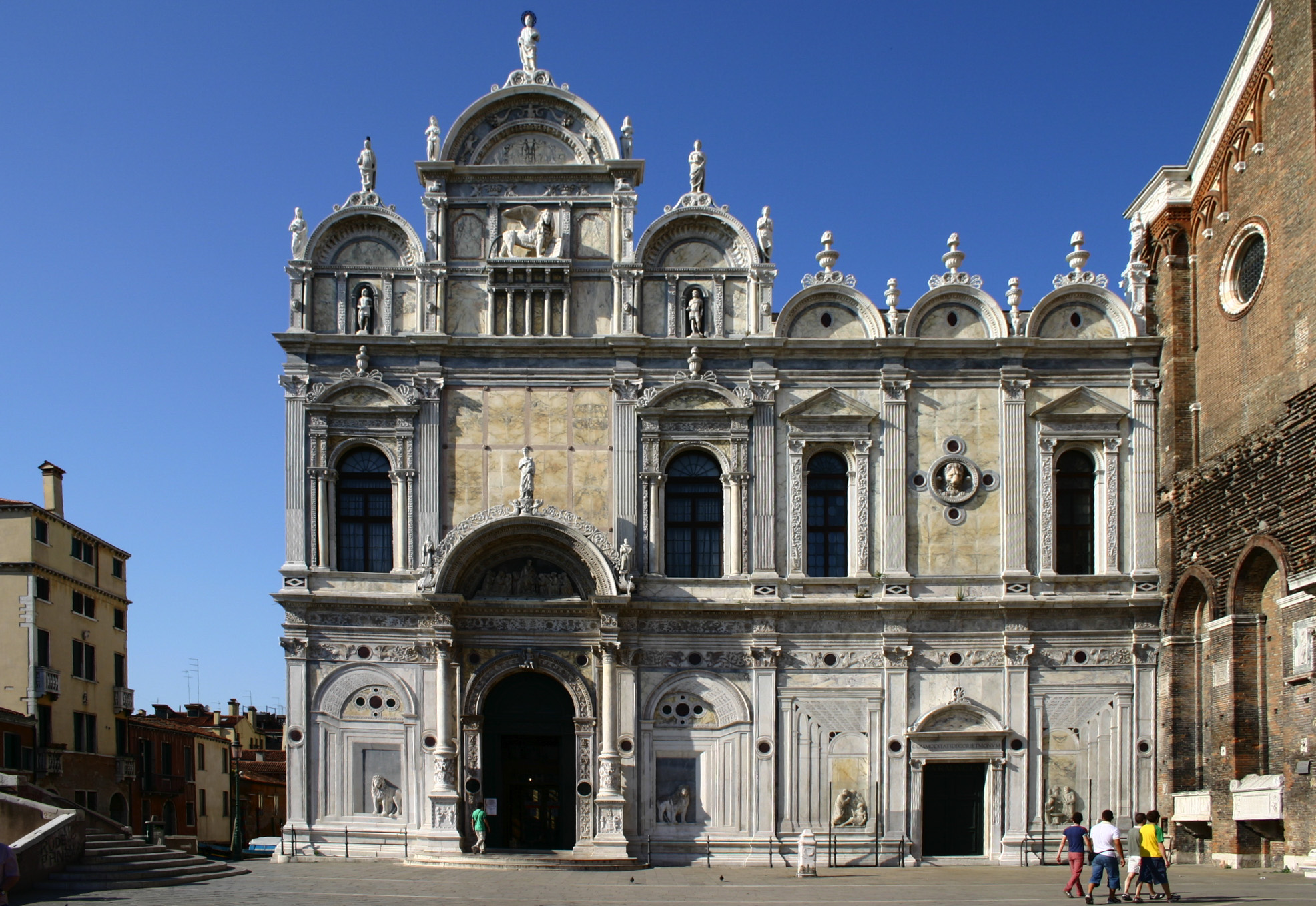
Była Scuola Grande di San Marco (obecnie szpital miejski)
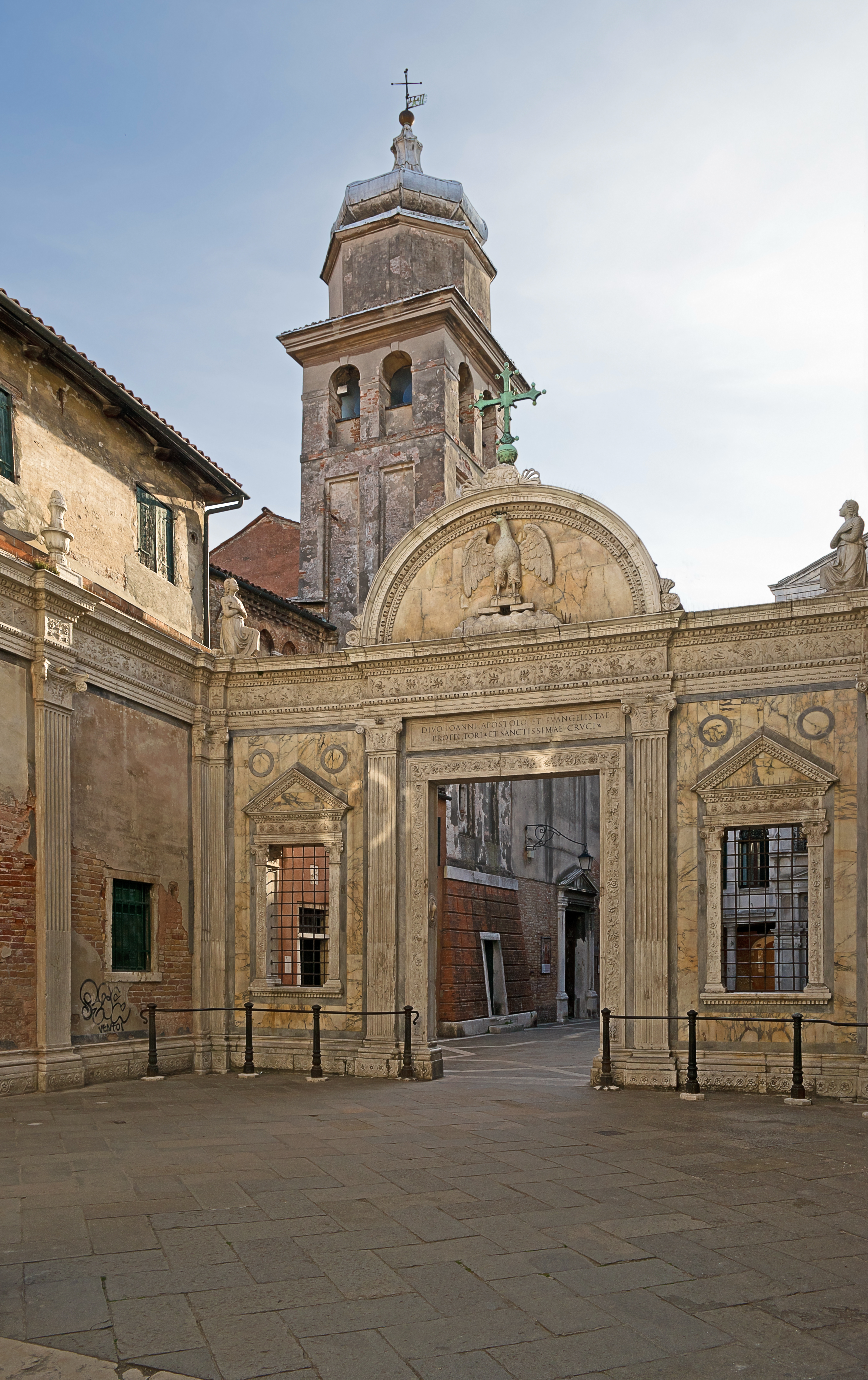
Scuola Grande di San Giovanni Evangelista
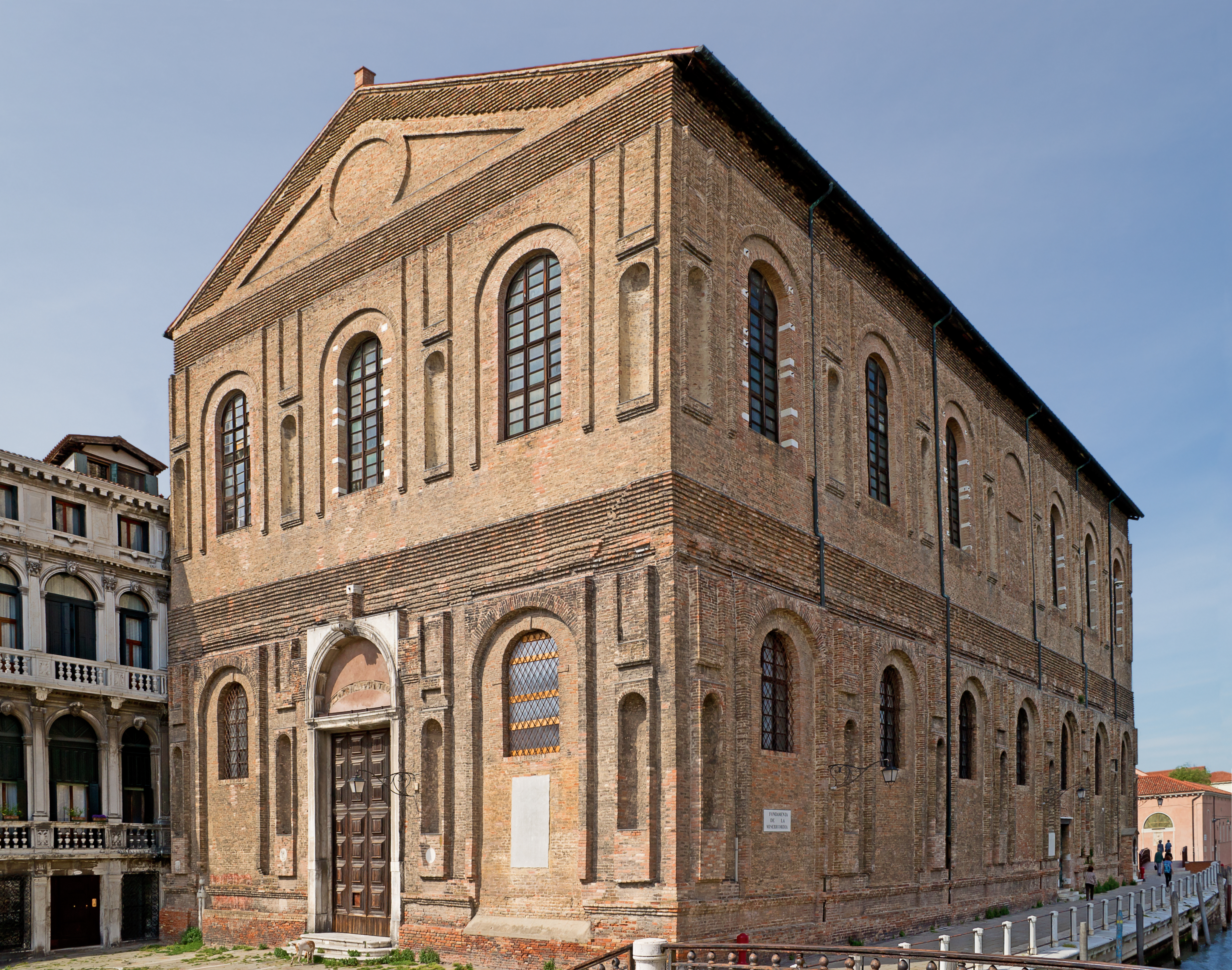
Była Scuola Grande di Santa Maria della Misericordia
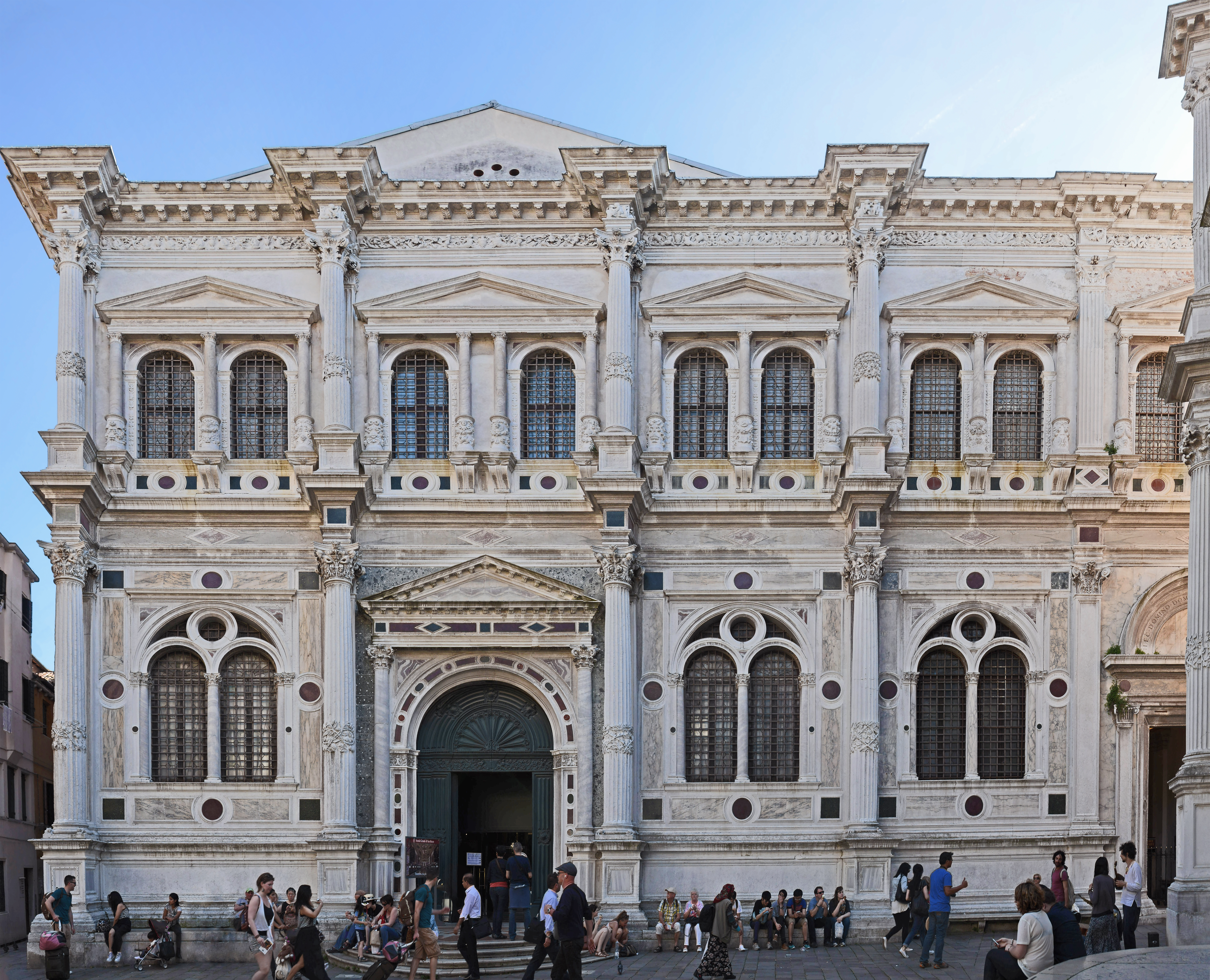
Scuola Grande di San Rocco
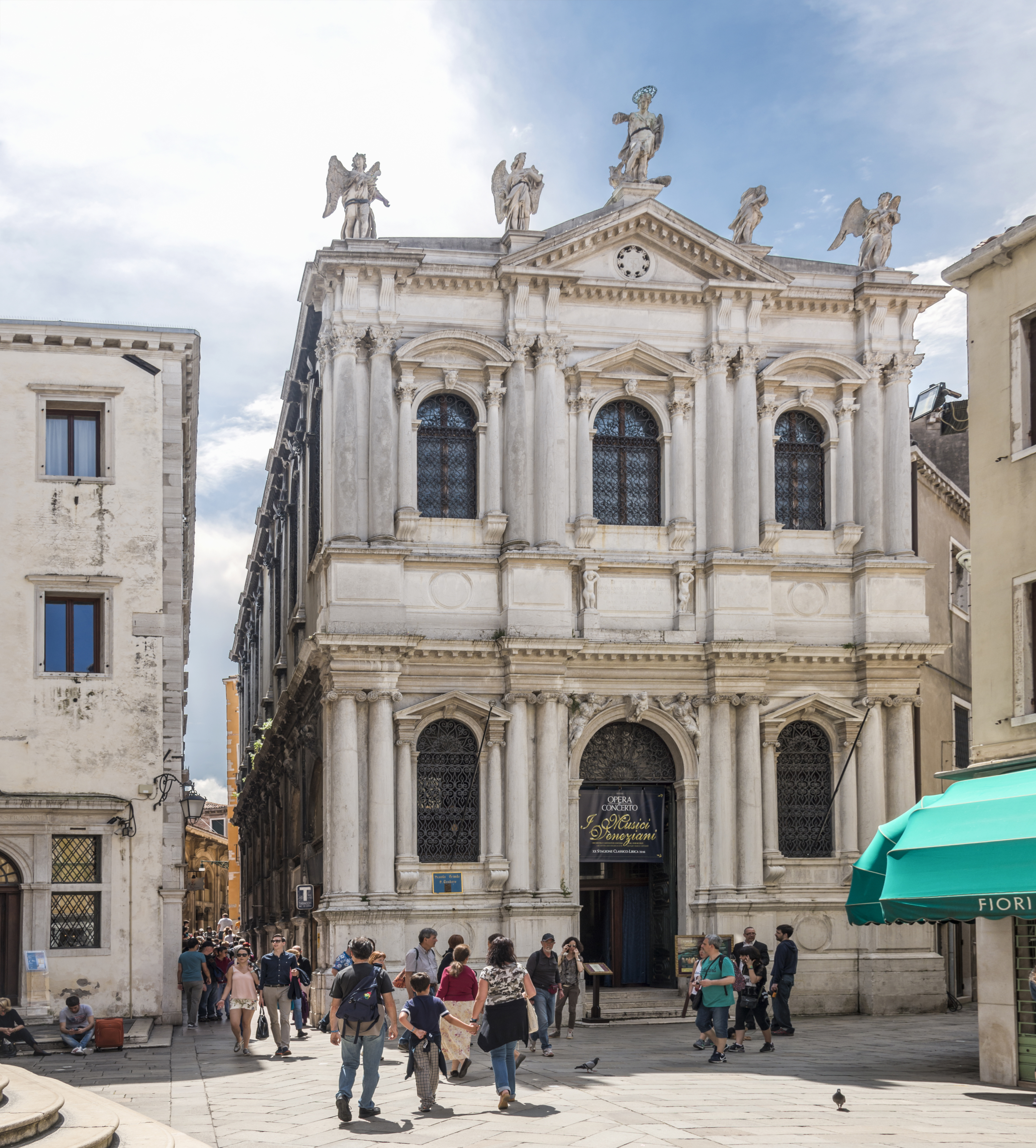
Scuola Grande di San Teodoro
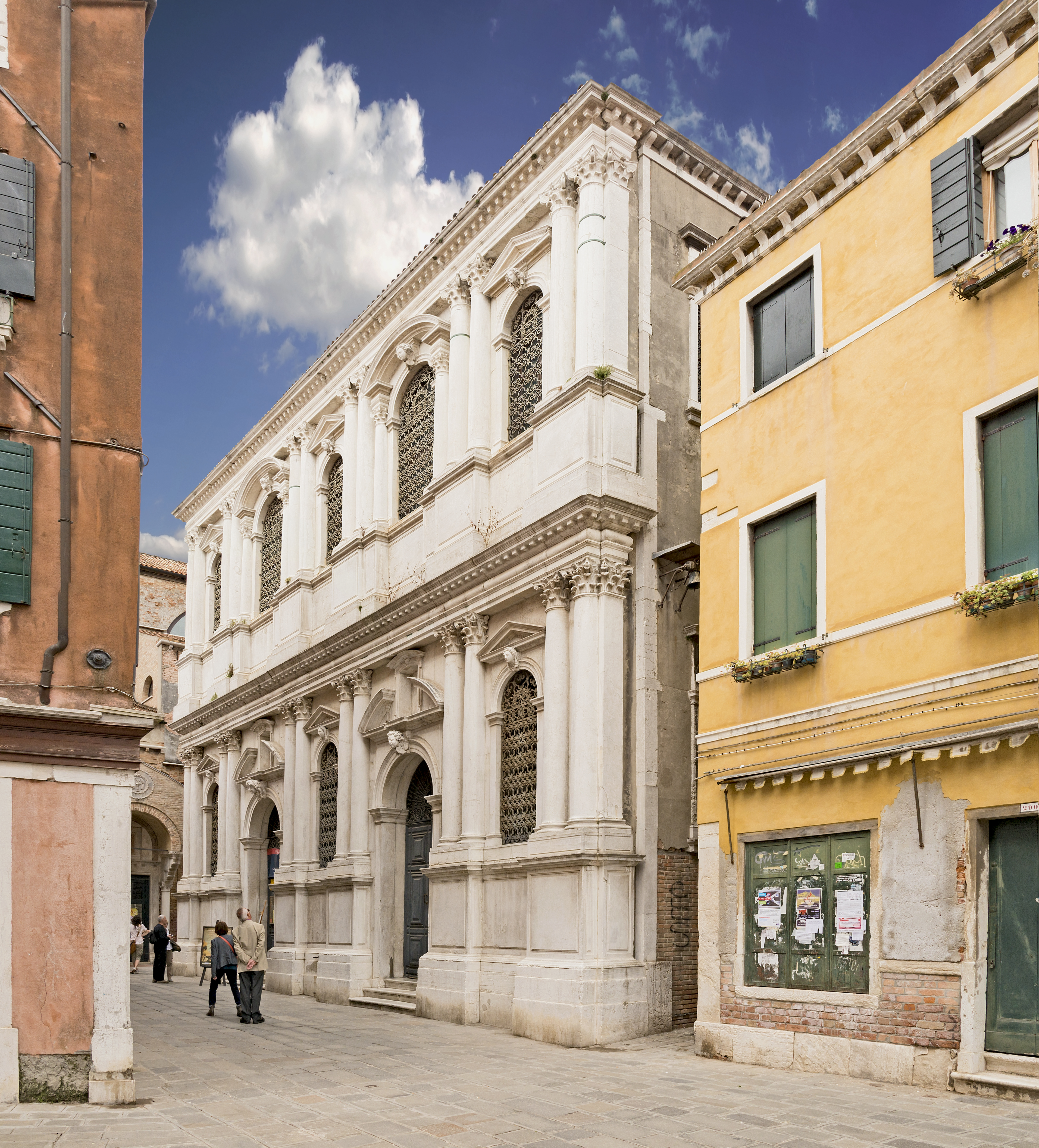
Scuola Grande dei Carmini

## Upadek i odrodzenie
Po upadku Republiki Weneckiej w 1797 roku edyktu Napoleona z lat 1806–1807 szkoły zostały zniesione, jednak później niektóre z nich zostały restytuowane. Obecnie istnieje pięć scuole: cztery Wielkie (Carmini, San Giovanni, San Rocco i San Teodoro) oraz jedna „narodowa”, dalmatyńska (Scuola dei Dalmati).